# Katalog Henrija Drejpera

Katalog Henrija Drejpera (енгл. Henry Draper Catalogue) jeste astronomski katalog zvezda stvaran između 1918. i 1924. U katalogu se nalaze spektroskopske klasifikacije za preko 225 300 zvezda. 1925. godine katalog je proširen za 46 850 zvezda a 1937. za još 86 933 zvezda. Originalni katalog bez proširivanja imao je podatke o skoro svakoj zvezdi na nebu do 9. magnitude, a proširivanjem dodate su još bleđe zvezde manje luminoznosti. Ukupno, katalog sadrži 359 083 klasifikovane zvezde. Zvezde klasifikovane u ovom katalogu nose oznake HD (Henri Drejper) ispred rednog broja zvezde.

## Katalog
Za klasifikovanje korišćena su slova kao klase od A do N. Korišćena su i slova O, P i Q. Slovom O obeležene su najsjajnije zvezde, slovom P planetarne magline a slovom Q zvezde čiji se spektri ne uklapaju u prethodne klase.
U originalnom katalogu bez proširivanja, nije bilo zvezda klase N, a svega jedna zvezda klase O (HR 2583).

## Istorija
Henri Drejper napravio je prvu fotografiju spektra zvezde 192. godine kada je fotografisao Vegu. Do svoje smrti, 1882. godine snimio je stotine spektara najsjajnijih zvezda. Njegov rad nakon smrti na Harvardskom univerzitetu nastavio je Edvard Pikering. Meri En Drejper (eng Mary Anne Palmer Drejper), Henri Drejperova žena, zainteresovala se za Pikeringov rad a zatim počela da ga finansira u znak sećanja na svog muža.
Prvi rezultati kataloga pojavili su se 1890. godine. Tada je klasifikovano 10 351 zvezda, uglavnom severno od deklinacije −25°.
Godine 1890. počelo se sa gradnjom opservatorije u Peruu kako bi se klasifikovale i zvezde južne hemisfere. Sa izgradnjom je završeno 1901. godoine. Na katalogu su tada radili Pikering i Eni Kanon iz Harvardske opservatorije. Kanon je klase promenila u O, B, A, F, G, K, i M.
Klasifikovala je preko 5000 zvezda za mesec dana.
Prva verzija kataloga izašla je 1918. godine u 9 delova. U katalogu su se nalazili podaci o poziciji zvezde, mangnitudi i spektru. Pikering je umro 1919. godine i Eni Kanon je morala sama da završi još 6 delova kataloga. Završavala ih je do svoje smrti 1941. godine. Zvezde koje je klasifikovala do Pikeringove smrti objavljene su 1949. godine kao dopuna za prvobitni Henri Drejperov katalog. To je bio prvi pokušaj da se klasifikuje veliki broj zvezda i nakon stvaranja kataloga Harvardski način klasifikacije nastavio je da se koristi i koristi se i danas.